# Okręg Rouen
Okręg Rouen (fr. Arrondissement de Rouen) – okręg w północnej Francji. Populacja wynosi 625 tysięcy.

## Podział administracyjny
W skład okręgu wchodzą następujące kantony:
- Bois-Guillaume,
- Boos,
- Buchy,
- Caudebec-en-Caux,
- Caudebec-lès-Elbeuf,
- Clères,
- Darnétal,
- Doudeville,
- Duclair,
- Elbeuf,
- Grand-Couronne,
- Grand-Quevilly,
- Maromme,
- Mont-Saint-Aignan,
- Notre-Dame-de-Bondeville,
- Pavilly,
- Petit-Quevilly,
- Rouen-1,
- Rouen-2,
- Rouen-3,
- Rouen-4,
- Rouen-5,
- Rouen-6,
- Rouen-7,
- Saint-Étienne-du-Rouvray,
- Sotteville-lès-Rouen-Est,
- Sotteville-lès-Rouen-Ouest,
- Yerville,
- Yvetot.